# François Place (ski)
Pour les articles homonymes, voir François Place.
François Place, né le 2 juillet 1989 à Albertville, est un skieur alpin et un skieur acrobatique français. Il est spécialiste des disciplines techniques et fait partie du ski-club de Crest-Voland, dans les Alpes. Il participe à sa première épreuve de coupe du monde le 21 février 2009 à l'occasion du slalom géant de Sestriere. 
En 2019, il remporte le titre de champion du monde de ski cross à Park City aux États-Unis. Il est le parrain de l’événement contre le cancer Odyssea qui se passe à Chambéry.

## Biographie
François Place nait le 2 juillet 1989 à Albertville. Il fait partie du ski-club de Crest-Voland "La Gentiane". Il participe à sa première course FIS le 9 décembre 2004, lors d'un slalom à la Plagne, qu'il termine à la 45e position. Il obtient sa première victoire en FIS race lors d'un slalom géant organisé aux Saisies, une station voisine de Crest-Voland, le 2 février 2008. Il participe à sa première épreuve de coupe du monde le 21 février 2009 à l'occasion du slalom géant de Sestriere, dont il ne finira pas la première manche. Le 18 mars 2010, il devient champion de France de super-combiné aux Menuires. Il y devance, entre autres, Alexis Pinturault. Aux championnats de France 2011, il se classe 4e du slalom. Il remporte sa première coupe d'Europe le 3 décembre 2013 à Klövsjö en slalom géant. Il se blesse lors du slalom géant d'Alta Badia, organisé le 22 décembre 2013 sur la Gran Risa. Il souffre d'une rupture des ligaments croisés antérieurs du genou gauche.
A mi-2016, il met fin à sa carrière en ski alpin pour se consacrer au skicross. Aux Championnats du monde 2017, il remporte sa première médaille internationale en prennant le bronze. Il fait partie des skieurs de ski cross, sélectionnés le 23 janvier 2018, pour participer aux Jeux olympiques d'hiver de PyeongChang en 2018. Il y est classé dixième. Le 2 février 2019 il remporte son premier titre de champion du monde de ski cross à Park City aux États-Unis.

## Palmarès en skicross

### Jeux olympiques
| Édition / Épreuve   | Skicross |
| ------------------- | -------- |
| JO 2018 Pyeongchang | 10e      |
| JO 2022 Pékin       | 8e       |

### Championnats du monde
- Médaille de bronze en skicross aux Championnats du monde de ski acrobatique 2017, Sierra Nevada ( Espagne).
- Médaille d'or en skicross aux Championnats du monde de ski acrobatique 2019, Park City ( États-Unis).
- Médaille d'argent en skicross aux Championnats du monde de ski acrobatique 2021, Idre Fjäll ( Suède).

### Championnats de France Elite
- 3e en 2018

## Palmarès en ski alpin

### Coupe d'Europe
- 9e du classement général en 2013.
- 5 podiums dont 2 victoires (1 en slalom et 1 en slalom géant).

### Championnats de France

#### Elite
- Champion de France du combiné en 2010.
- 3e aux championnats de France de slalom en 2015.

#### Jeunes
3 titres de Champion de France de slalom